# Gary Flowers
Gary Flowers (Dallas, Texas, 22 de abril de 1986) es un exjugador de baloncesto estadounidense. Desarrolló la mayor parte de su carrera profesional fuera de los Estados Unidos, aunque jugó un año y medio en Los Angeles D-Fenders de la NBA Development League.  

## Trayectoria

### Universidad
Flowers egresó en 2005 de la Lincoln High School de Dallas, Texas, cursando un año más en la Genesis One Christian Academy de Mendenhall, Mississippi, con el propósito de mejorar sus calificaciones y conseguir una beca universitaria. 
En 2006 fue reclutado por la Universidad Estatal de Oklahoma para formar parte del plantel de los Cowboys. Sin embargo, poco antes de iniciar su temporada como freshman, fue suspendido del equipo luego haber sido arrestado por posesión de marihuana.
En consecuencia, al término del año escolar, se transfirió al Chipola College de Florida, donde jugó dos años con los Indians en la NJCAA. Culminada esa experiencia, consiguió retornar a la División I de la NCAA con una beca deportiva pero esta vez como miembro de los Southern Miss Golden Eagles. En sus dos temporadas en el circuito de baloncesto universitario más importante de los Estados Unidos, el jugador promedió 16,8 puntos, 8 rebotes y 1,2 asistencias por partido en 64 presentaciones.

### Profesionalismo
Tras no ser elegido por ninguna franquicia en el Draft de la NBA de 2011, viajó a Europa para comenzar allí su carrera como jugador profesional de baloncesto. Luego de frustrarse su incorporación al Eisbären Bremerhaven de Alemania, recibió una oferta para actuar en el KAO Dramas, equipo que acababa de ascender a la A1 Ethniki de Grecia. Sin embargo sólo participó de 6 encuentros antes de dejar el club y volver a su país. 
Fue invitado a un campo de entrenamiento de los Golden State Warriors y participó luego de la breve pretemporada con el equipo. El 10 de diciembre de 2011 firmó un contrato con los Warriors, pero lo dejaron en libertad ocho días después. Durante ese lapso lo más destacado que logró fue estar sentado en el banco de suplentes en un duelo entre su equipo y los Sacramento Kings, pero sin llegar a jugar ni un minuto en todo el partido. 
En enero de 2012 se sumó a la plantilla de Los Angeles D-Fenders de la NBA Development League. En ese equipo permaneció durante un año y medio, registrando 64 presentaciones. 
Flowers continuó su carrera en República Dominicana y Argentina, viéndose frustrada su incorporación al club israelí Ironi Nes Ziona B.C. en el medio de ambas experiencias latinoamericanas. 
El equipo argentino Sionista intentó ficharlo en noviembre de 2014, pero la operación terminó siendo cancelada.
Flowers estuvo once meses alejado de la competición profesional, hasta que en octubre de 2015 arregló su incorporación a Regatas Corrientes de la Liga Nacional de Básquet de Argentina como reemplazo de Martín Leiva. Dejó el club en febrero de 2016, jugando posteriormente en Sameji y Libertad de Sunchales (donde se contagió de paperas).
La carrera de Flowers declinó rápidamente en los años siguientes, llevándolo a destinos como Mongolia y Arabia Saudita.
En 2022 se presentó al draft del BIG3.